# Educació obligatòria

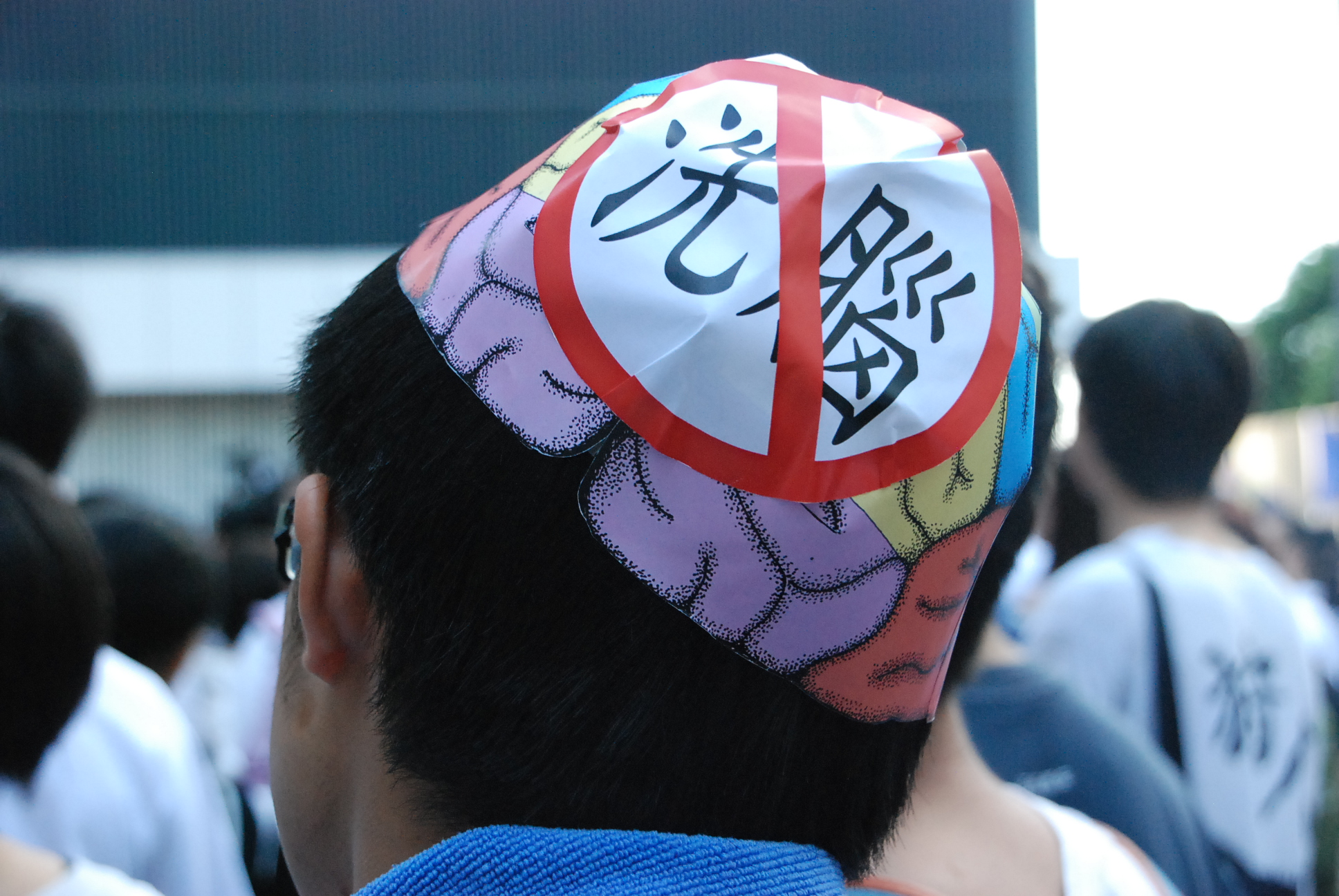
L’adoctrinament a l’aula, la incorporació de contingut polític al material d’estudi o els professors que abusen del seu paper per adoctrinar els estudiants van en contra dels objectius de l'educació que busca la llibertat de pensament i el pensament crític.

L' ensenyament obligatori o educació obligatòria és el conjunt de cicles d'ensenyament reglat que per llei tenen el dret de rebre totes les persones des de la seva infantesa. Pot durar fins a la majoria d'edat laboral, però no sempre, i sol finalitzar abans de la majoria d'edat legal. El seu contingut, durada, objectius, procediments i metodologia depenen de cada societat, i específicament de cada país i la seva ideologia política. (Vegeu també: Història de l'educació).
Molts Estats europeus comencen l'educació obligatòria als sis anys, tot i que alguns la comencen als cinc o fins i tot als quatre anys. La majoria estableixen deu cursos d'educació obligatòria, a excepció dels que comencen abans dels sis anys, que n'estableixen més d'onze, sent la més llarga de tretze cursos de durada. Turquia i Croàcia acaben als 14 anys, alguns acaben als 15 i un bon gruix (com Itàlia, França i alguns estats d'Alemanya) acaben als 16 anys. Portugal, Holanda i Hongria acaben als 18 anys. Alguns països diferencien l'educació obligatòria en dos blocs, primària i secundària, mentre que d'altres en fan un d'unitari.
A Espanya l'educació és obligatòria entre els 6 i els 16 anys i consta de sis cursos d'educació primària seguits de quatre d'educació secundària obligatòria, coneguda com a ESO, una divisió regulada des de la LOGSE. La llei preveu programes formatius especíofics per a joves d'entre setze i vint-i-un anys que no hagin assolit els objectius de l'ensenyament obligatori ni tampoc tinguin cap titulació de formació professional. El seu objectiu formatiu és compensador de base propi a l'educació obligatòria. Actualment duren entre dos i tres cursos acadèmics i comporten pràctiques professionals.

## Educació obligatòria i escolarització obligatòria
Cal diferenciar el dret a l'educació (educació obligatòria) tant de l'educació pública, que sol considerar-se un dels pilars de l'estat del benestar i dels serveis públics gratuïts universals a Europa, de l'obligació a l'escolarització (escolarització obligatòria). Hi ha moviments ideològics que diferencien entre el dret i l'obligació a anar a una escola reglada, pública o privada, i defensen tenir també el dret a l'educació a casa o l'escola lliure, per exemple, sovint perquè reivindiquen també el dret a una educació independent de la influència de l'Estat i dels poders públics.